# Caravate
Caravate är en ort och kommun i provinsen Varese i regionen Lombardiet i Italien. Kommunen hade 2 565 invånare (2018).